# Copa Hopman de 1999
A Copa Hopman de 1999 foi a 11ª edição do torneio entre países do tênis em mistas, organizada pela Federação Internacional de Tênis.
Jelena Dokić e Mark Philippoussis da Austrália bateram os suecos Asa Carlsson e Jonas Björkman na final